# Atemi
Nel judo con il termine atemi si indicano le tecniche di percussione dei punti vitali. Tali punti prendono il nome Kyusho e la loro individuazione (già nelle antiche scuole di jujutsu) fu il risultato di peculiari studi anatomici. In linea con l'intento del suo fondatore (ossia quello di selezionare le migliori tecniche di jujutsu), nel judo è contemplato un numero minore di kyusho.
La corretta percussione dei punti vitali, impedisce all'avversario di reagire ulteriormente essendo idonea a cagionare gravi lesioni o morte. Tuttavia il termine vitale non deve trarre in inganno: la percussione dei kyusho di norma non è letale, tranne per pochissimi punti raggiungibili solo da praticanti esperti. Infatti, la morte è solo una delle possibili conseguenze di atemi-waza.

## Classificazione nel judo
Nel judo gli atemi-waza costituiscono la prima delle tre grandi categorie di tecniche (insieme a nage-waza e katame-waza). Data la loro elevata pericolosità, le tecniche di questa categoria sono proibite nelle competizioni ed escluse dal randori, per cui il loro insegnamento in molte palestre è spesso incompleto. Tuttavia, lo stesso fondatore del judo, Jigoro Kano, ne sottolineava l'assoluta indispensabilità per la crescita del judoka, asserendo in diversi suoi scritti che l'apprendimento e la pratica degli atemi dovessero addirittura precedere quelle del nage-waza e del katame-waza.
Strangolamenti e leve articolari rientrano in queste due ultime categorie anziché in quella degli atemi-waza (pur essendo astrattamente idonee a produrre le medesime conseguenze) e sono pertanto ammesse nelle competizioni. Tanto gli strangolamenti, quanto le leve infatti consentono all'avversario di arrendersi o all'arbitro di fermare il combattimento un attimo prima che si producano le conseguenze dannose degli atemi. 
Gli atemi-waza sono suddivisi in due macrogruppi, a loro volta suddivisi in sottogruppi:

### Ude-ate
Le Ude-ate sono le "tecniche eseguite con gli arti superiori". Si dividono in:
- Yubisaki-ate
- Kobushi-ate
- Tegatana-ate
- Hiji-ate

### Ashi-ate
Le Ashi-ate sono le "tecniche eseguite con gli arti inferiori". Si dividono in:
- Hiza-gashira-ate
- Sekitō-ate
- Kakato-ate